# Holaspis guentheri
Holaspis guentheri là một loài thằn lằn trong họ Lacertidae. Loài này được Gray mô tả khoa học đầu tiên năm 1863.

## Hình ảnh

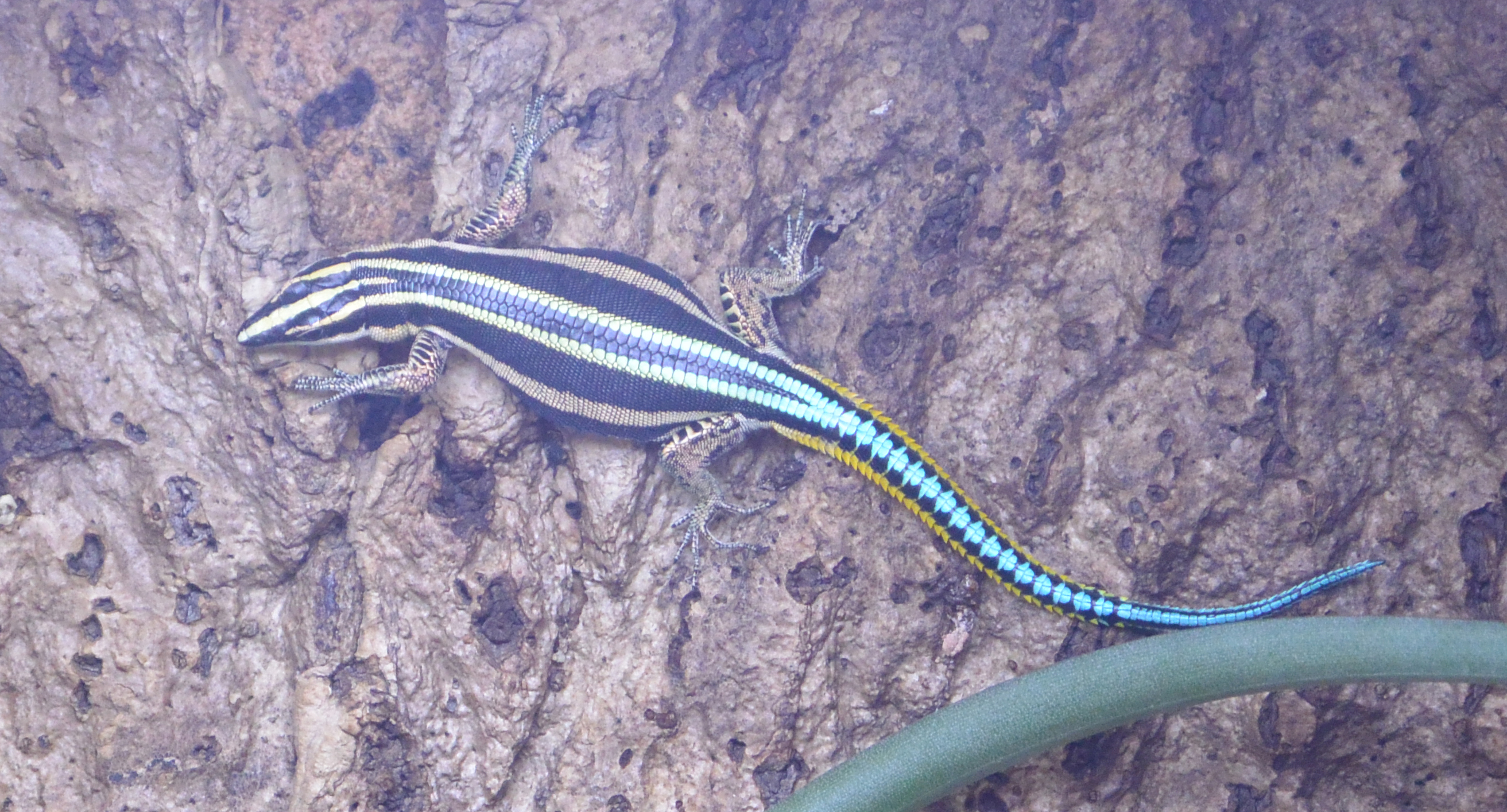